# Resolutie 883 Veiligheidsraad Verenigde Naties
Resolutie 883 van de Veiligheidsraad van de Verenigde Naties werd aangenomen op 11 november 1993. Dit gebeurde met elf
stemmen voor en vier onthoudingen van China, Djibouti, Marokko en Pakistan.

## Achtergrond
Op 21 december 1988 stortte Pan Am-vlucht 103 na een bomexplosie neer boven het Schotse plaatsje Lockerbie. Het onderzoek leidde naar twee agenten van de Libische geheime dienst. Libië weigerde mee te werken aan het onderzoek en de twee uit te leveren. Daarom legde de VN-Veiligheidsraad het land een wapen- en luchtvaartembargo op. Aanvankelijk werden de sancties door de internationale gemeenschap geaccepteerd; in juni 1998 nam de Organisatie van Afrikaanse Eenheid echter een resolutie aan waarin zij stelde dat haar lidstaten niet langer aan sancties zouden meewerken. Pas op het einde van de jaren 1990 veranderde de houding van Libië.
In 1999 werden de twee uitgeleverd en in 2001 werden ze in Nederland berecht.
Op 19 september 1989 werd een Frans vliegtuig van Union de Transports Aériens opgeblazen boven Niger. Ook deze aanslag bleek door Libië te zijn gedirigeerd.

## Inhoud

### Waarnemingen
De Veiligheidsraad herinnerde aan de eerdere resoluties 731 en 748 en vond het zorgwekkend dat Libië twintig maanden na dato nog
niet aan deze resoluties voldeed.
De Veiligheidsraad verklaarde het internationaal terrorisme te willen uitroeien en de verantwoordelijken voor de rechter te brengen. De weigering van Libië om aan de resoluties te voldoen was een bedreiging voor de
internationale vrede en veiligheid.
Libië had wel een brief gestuurd over zijn intentie om de beklaagden van de Lockerbie-aanslag aan te sporen voor de rechtbank in Schotland te verschijnen en samen te werken met Frankrijk inzake de bomaanslag op vlucht UTA 772.

### Handelingen
De Veiligheidsraad eiste andermaal dat Libië aan zijn resoluties zo voldoen. Om dat te bewerkstelligen, besloot de Veiligheidsraad over te gaan tot de volgende maatregelen die op 1 december om 00:01 uur EST
zouden ingaan: 
Alle landen moesten Libische fondsen op hun grondgebied bevriezen. Die maatregel gold niet voor inkomsten uit petroleum en petroleumproducten, aardgas en aardgasproducten en
landbouwproducten.
Verder werd de verkoop, levering of licentieverlening van de zaken in annex aan Libië verboden en moesten
alle landen:
a. alle kantoren van Libyan Arab Airlines sluiten,
b. handelstransacties, waaronder tickets, met Libyan Arab Airlines verbieden,
c. het volgende ook verbieden:
i. vliegtuigen of hulpstukken beschikbaar maken voor dienst in Libië,
ii. onderhoud van vliegtuigen in Libië.
d. de levering van bouwmaterialen, verbetering of onderhoud voor Libische vliegvelden,
e. advies, bijstand of opleiding aan Libische piloten, boordwerktuigkundigen of onderhoudspersoneel,
f. verzekering van Libische vliegtuigen.
Het comité dat met resolutie 748 was opgericht moest richtlijnen opstellen voor de uitvoering van deze maatregelen en steunmaatregelen voor landen die er nadeel van ondervonden onderzoeken. Aan alle landen werd
gevraagd om aan secretaris-generaal Boutros Boutros-Ghali te laten weten welke maatregelen ze namen om deze resolutie uit te voeren en Libië ertoe te bewegen de resoluties na te leven.
De maatregelen in deze resolutie zouden worden herzien zodra ze de beklaagden van de bomaanslag op Pan Am 103 voor de gepaste rechtbank in het Verenigd Koninkrijk of de Verenigde Staten had gebracht en ook de Franse autoriteiten tevreden waren gesteld in verband met UTA 772.

### Annex
De volgende zaken mochten ook niet langer aan Libië worden geleverd:
1. grote pompen en motoren bestemd voor het transport van aardolie en -gas,
2. uitrusting voor olieterminals,
3. grote pompen die voor olietransport kunnen gebruikt worden,
4. raffinage-uitrusting,
5. reserve-onderdelen voor voorgaande.

## Verwante resoluties
- Resolutie 731 Veiligheidsraad Verenigde Naties (1992)
- Resolutie 748 Veiligheidsraad Verenigde Naties (1992)
- Resolutie 910 Veiligheidsraad Verenigde Naties (1994)
- Resolutie 915 Veiligheidsraad Verenigde Naties (1994)

Lijst ·  800 ·  801 ·  802 ·  803 ·  804 ·  805 ·  806 ·  807 ·  808 ·  809 ·  810 ·  811 ·  812 ·  813 ·  814 ·  815 ·  816 ·  817 ·  818 ·  819 ·  820 ·  821 ·  822 ·  823 ·  824 ·  825 ·  826 ·  827 ·  828 ·  829 ·  830 ·  831 ·  832 ·  833 ·  834 ·  835 ·  836 ·  837 ·  838 ·  839 ·  840 ·  841 ·  842 ·  843 ·  844 ·  845 ·  846 ·  847 ·  848 ·  849 ·  850 ·  851 ·  852 ·  853 ·  854 ·  855 ·  856 ·  857 ·  858 ·  859 ·  860 ·  861 ·  862 ·  863 ·  864 ·  865 ·  866 ·  867 ·  868 ·  869 ·  870 ·  871 ·  872 ·  873 ·  874 ·  875 ·  876 ·  877 ·  878 ·  879 ·  880 ·  881 ·  882 ·  883 ·  884 ·  885 ·  886 ·  887 ·  888 ·  889 ·  890 ·  891 ·  892